# Xifratge de Trithemius
Dins l'entorn de la criptografia el xifratge de Trithemius és un mètode de codificació polialfabètic inventat per Johannes Trithemius durant el Renaixement. Aquest mètode utilitza la tabula recta, un diagrama quadrat d'alfabets on cada fila es construeix desplaçant l'anterior un espai cap a l'esquerra.
Trithemius va usar la tabula recta per definir un xifrat polialfabètic que equivalia al disc d'Alberti. Tots els xifratges polialfabétics basats en el xifratge de Cèsar es poden descriure en termes de la tabula recta.

## Millores
L'any 1553, una important extensió del mètode de Trithemius va ser desenvolupada per Giovan Battista Bellaso, conegut com a xifratge de Vigenère. Bellaso va afegir una clau per intercanviar l'alfabet de xifratge de cada lletra. Aquest mètode s'atribueix erròniament a Blaise de Vigenère, que va publicar un xifratge similar l'any 1586.

## Exemple
Per codificar una paraula o missatge es pren la primera lletra i es reemplaça utilitzant el codi César amb el desplaçament d'una, en realitat, la primera lletra no canvia. Després es localitza la fila que s'inicia amb la segona lletra i es reemplaça amb la segona lletra d'aquesta fila, després es localitza la fila que s'inicia amb la tercera lletra i es reemplaça amb la tercera lletra d'aquesta fila i així successivament.
```
Text original: tabula recta
Text codificat: TBDXOF XLKCK
```

```
A B C D E F G H I J K L M N Ñ O P Q R S T U V W X Y Z
B C D E F G H I J K L M N Ñ O P Q R S T U V W X Y Z A
C D E F G H I J K L M N Ñ O P Q R S T U V W X Y Z A B
D E F G H I J K L M N Ñ O P Q R S T U V W X Y Z A B C
E F G H I J K L M N Ñ O P Q R S T U V W X Y Z A B C D
F G H I J K L M N Ñ O P Q R S T U V W X Y Z A B C D E
G H I J K L M N Ñ O P Q R S T U V W X Y Z A B C D E F
H I J K L M N Ñ O P Q R S T U V W X Y Z A B C D E F G
I J K L M N Ñ O P Q R S T U V W X Y Z A B C D E F G H
J K L M N Ñ O P Q R S T U V W X Y Z A B C D E F G H I
K L M N Ñ O P Q R S T U V W X Y Z A B C D E F G H I J
L M N Ñ O P Q R S T U V W X Y Z A B C D E F G H I J K
M N Ñ O P Q R S T U V W X Y Z A B C D E F G H I J K L
N Ñ O P Q R S T U V W X Y Z A B C D E F G H I J K L M
Ñ O P Q R S T U V W X Y Z A B C D E F G H I J K L M N
O P Q R S T U V W X Y Z A B C D E F G H I J K L M N Ñ
P Q R S T U V W X Y Z A B C D E F G H I J K L M N Ñ O
Q R S T U V W X Y Z A B C D E F G H I J K L M N Ñ O P
R S T U V W X Y Z A B C D E F G H I J K L M N Ñ O P S
S T U V W X Y Z A B C D E F G H I J K L M N Ñ O P Q R
T U V W X Y Z A B C D E F G H I J K L M N Ñ O P Q R S
U V W X Y Z A B C D E F G H I J K L M N Ñ O P Q R S T
V W X Y Z A B C D E F G H I J K L M N Ñ O P Q R S T U
W X Y Z A B C D E F G H I J K L M N Ñ O P Q R S T U V
X Y Z A B C D E F G H I J K L M N Ñ O P Q R S T U V W
Y Z A B C D E F G H I J K L M N Ñ O P Q R S T U V W X
Z A B C D E F G H I J K L M N Ñ O P Q R S T U V W X Y
```